# Lenni Viitala
Vilho Lennart Viitala, detto Lenni (Kankaanpää, 8 novembre 1921 – Kangasala, 24 febbraio 1966), è stato un lottatore finlandese, specializzato sia nella lotta libera sia nella lotta greco-romana.

## Palmarès

### Olimpiadi
- Oro a Londra 1948 nella lotta libera, pesi mosca.

### Europei
- Oro a Stoccolma 1946 nella lotta libera, pesi mosca.
- Bronzo a Praga 1947 nella lotta greco-romana, pesi mosca.